# Natuurvriendelijke oever

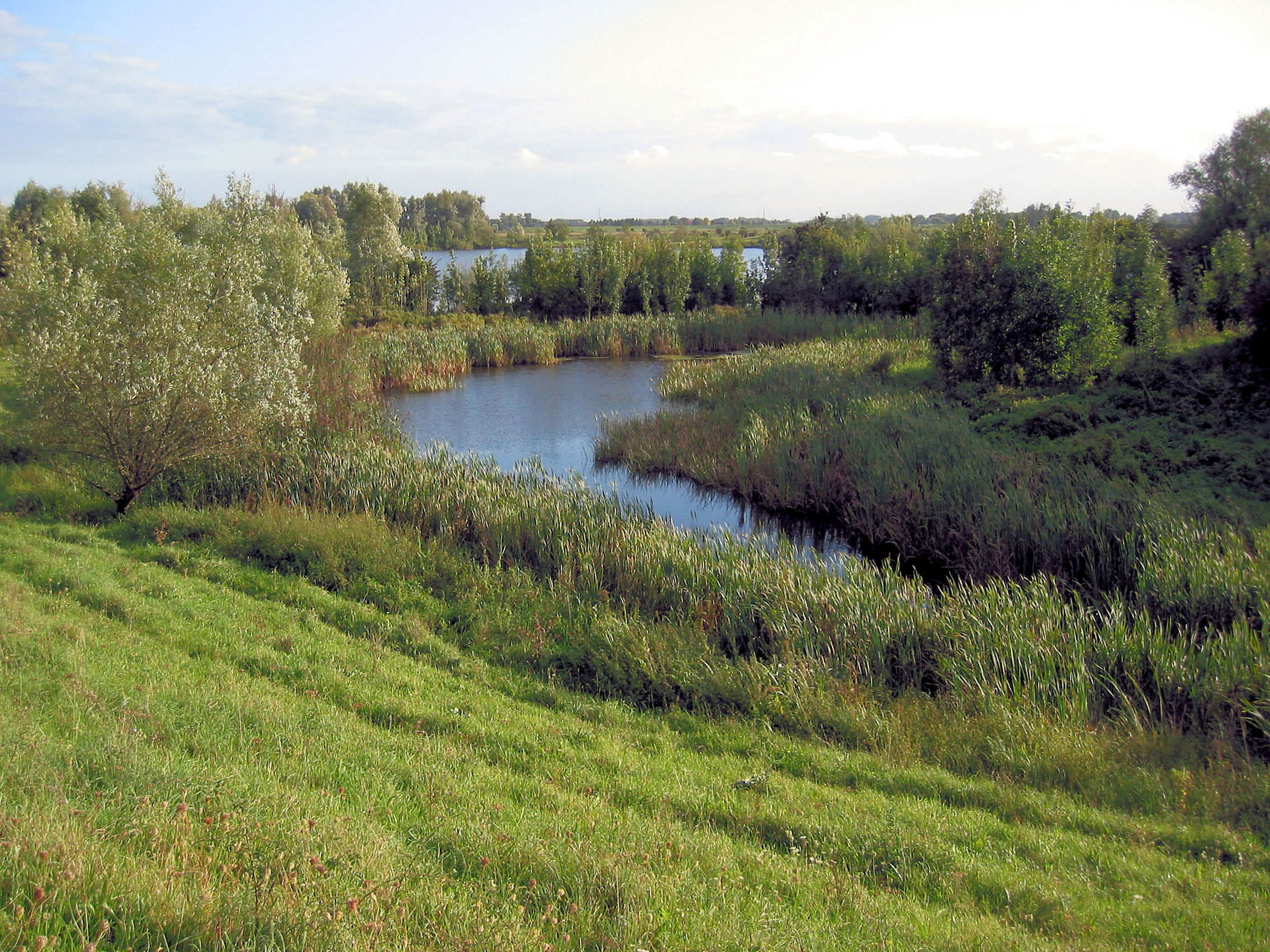
De Blauwe kamer gezien vanaf de Grebbedijk

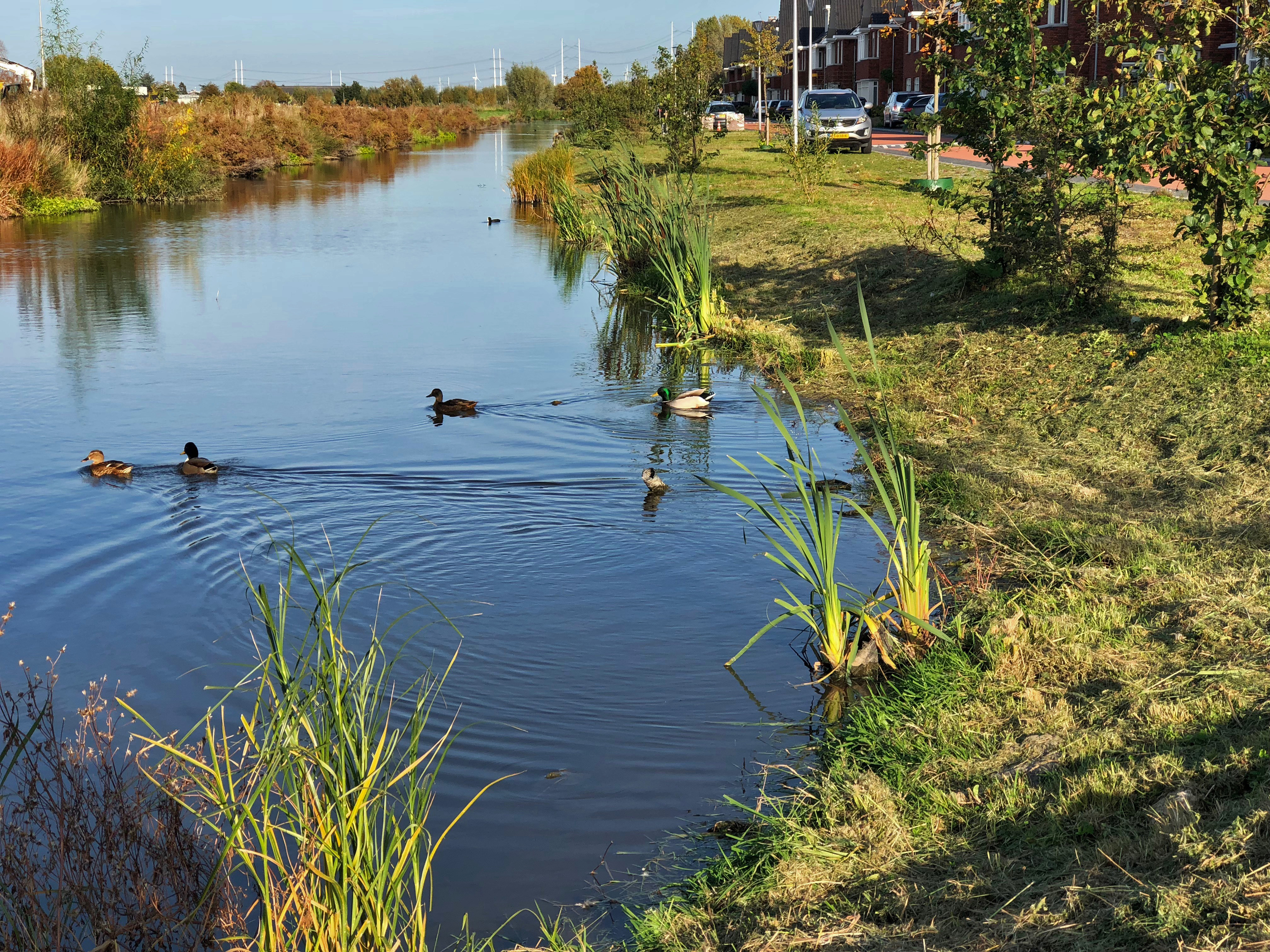
Een zachte oever bij een woonwijk

Een Natuurvriendelijke oever is volgens een definitie van de Nederlandse rijksoverheid een aaneengesloten oever langs een waterloop, begroeid met inheemse planten. Ze heeft de vorm van een plas- of drasberm of een flauw talud. Het zijn oevers waarbij naast de waterkerende functie vooral rekening gehouden wordt met natuur en landschap. Een voorbeeld van de creatie van een natuurvriendelijke oever aan een grote rivier is het natuurgebied Blauwe Kamer.
Eerder werden het ook wel milieuvriendelijke oevers genoemd. Ecologisch gezien is zo'n oever een dynamische zone. Er aan gerelateerd is het concept 'zachte oever': daar spreekt men van als een voor flora en met name fauna niet al te steile oever geleidelijk overgaat in ondiep water. Dergelijke oevers komen veel soorten ten goede die niet goed om kunnen gaan met steile waterranden en baat hebben bij ondiepten.
De oever van een waterloop vormt de grens tussen water en land. Deze grens ligt niet altijd op dezelfde plaats door verschillen in de hoogte van het water. Vooral in gebieden met hoog- en laagwater, zoals langs rivieren en zeearmen, is de oever erg breed. Over het algemeen wordt de plaats waar de directe invloed van het water nog merkbaar is, gezien als de bovengrens van de oever. Bij kleinere waterlopen wordt vaak de 'insteek' halverwege het talud als grens genomen. Bij rivieren worden de het oeverland tot de zomerkaden in de uiterwaarden tot de oever gerekend. Als ondergrens wordt meestal de waterdiepte waar het licht nog kan komen, aangehouden. Dat is ongeveer 1,50 m diep.
Rivieren en hun oevers vormen in feite langgerekte natuurgebieden. Door deze natuurgebieden met elkaar in verbinding te brengen, ontstaan verbindingswegen voor plant en dier.